# Schwarzer Germer
Der Schwarze Germer (Veratrum nigrum) ist eine Pflanzenart aus der Gattung Germer (Veratrum) innerhalb der Familie der Germergewächse (Melanthiaceae). Sie ist von Südwest- über Ost- und Südosteuropa bis nach Nordostasien verbreitet.

## Beschreibung

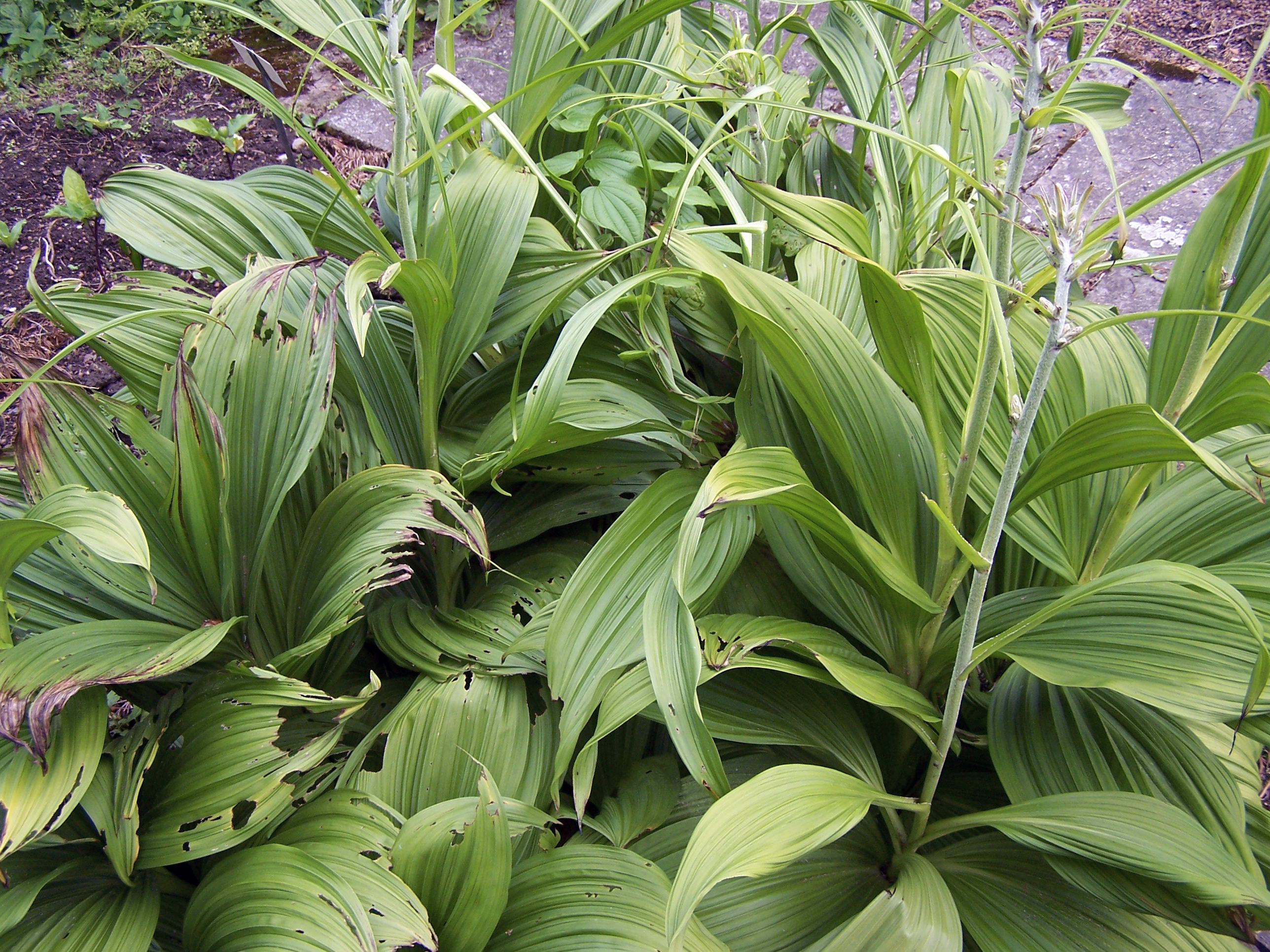
Habitus und wechselständig angeordnete Laubblätter

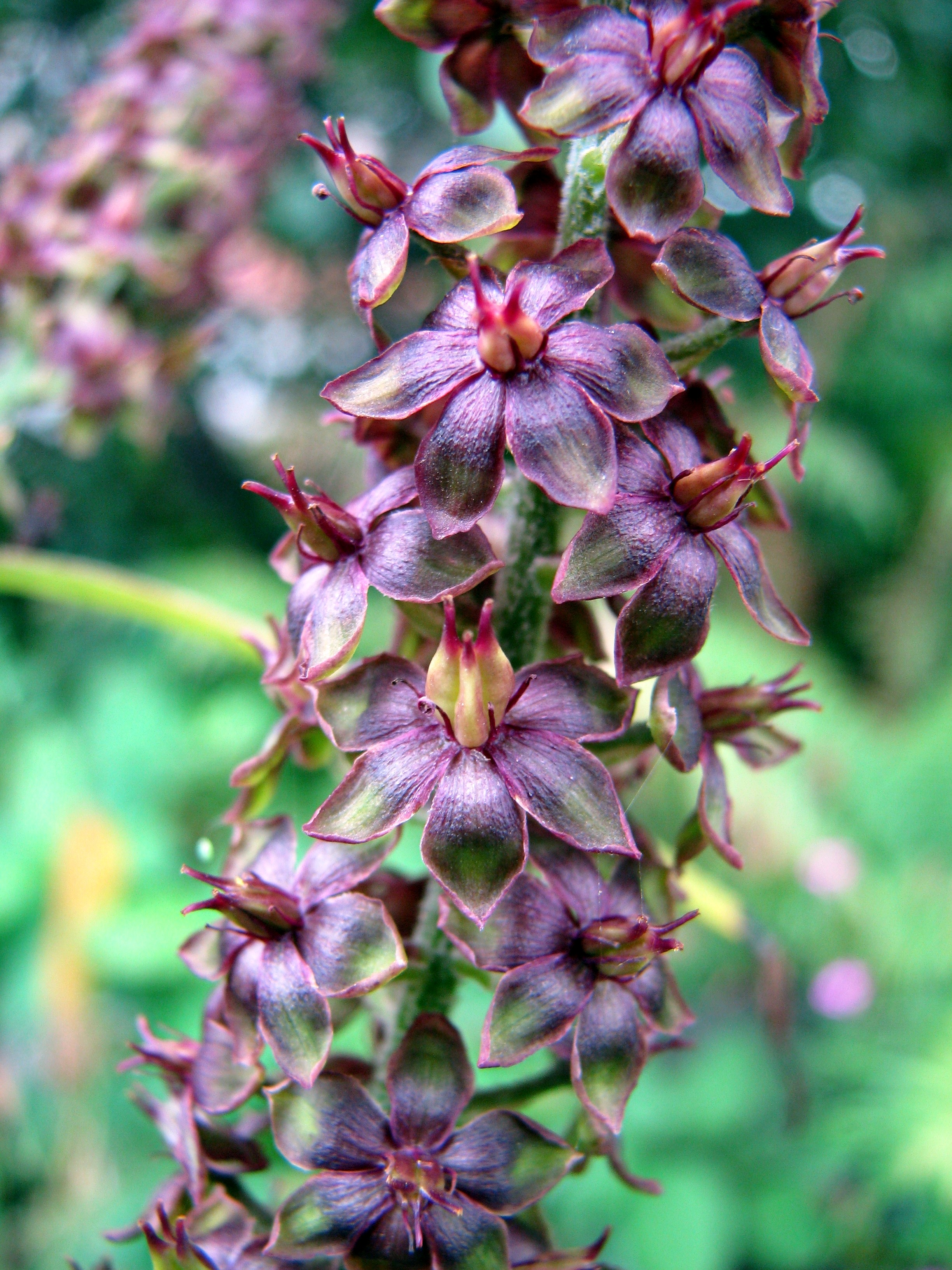
Ausschnitt eines Blütenstandes mit Blüten im Detail

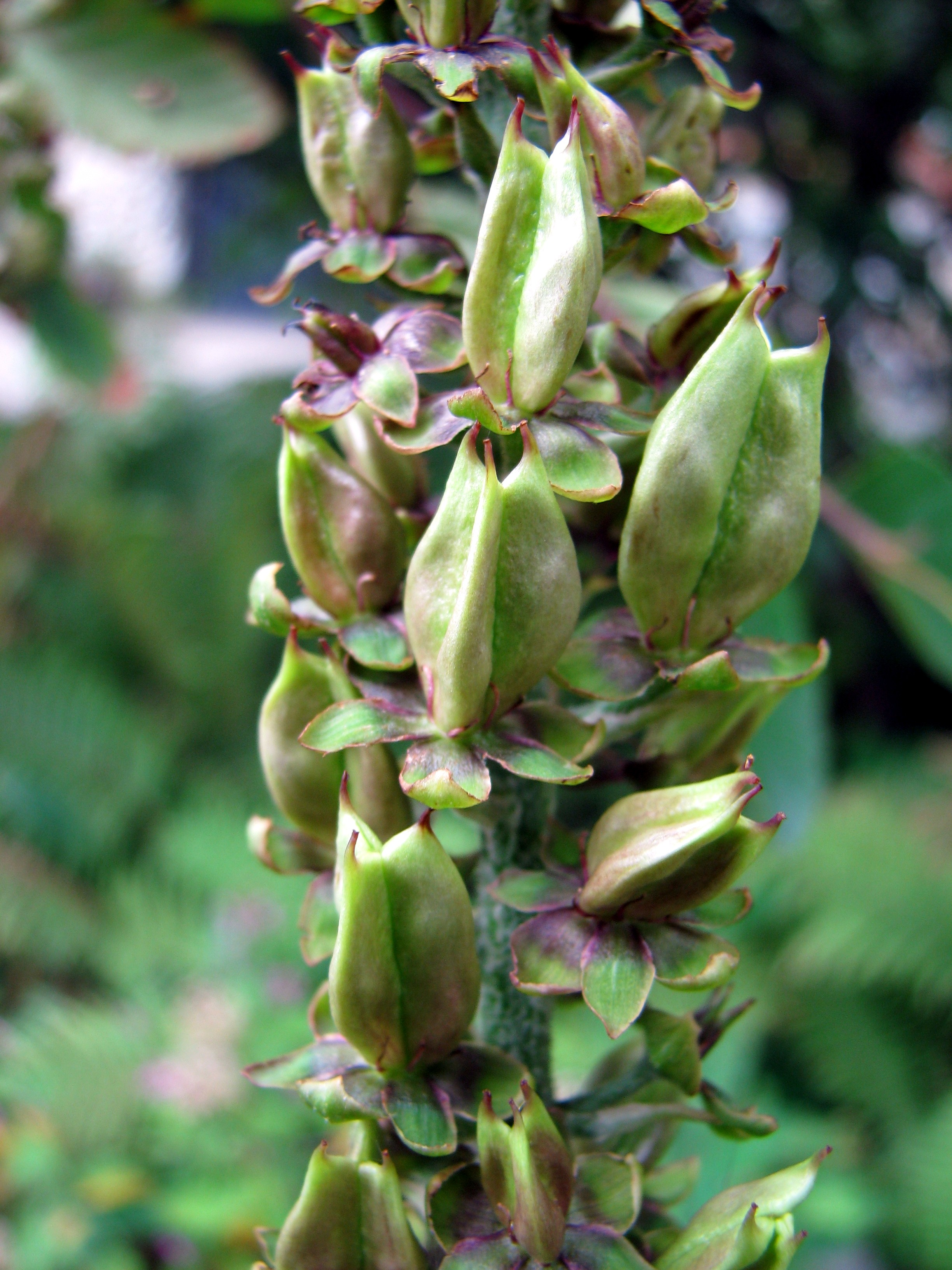
Ausschnitt eines Fruchtstandes mit unreifen Kapselfrüchten

### Erscheinungsbild und Blatt
Der Schwarze Germer wächst als ausdauernde krautige Pflanze und erreicht Wuchshöhen von bis zu 100 Zentimetern. Es wird ein kurzes, dickes Rhizom mit gedrungenen, etwas fleischigen, homorhizen Wurzeln gebildet. Die kräftige Pflanze besitzt an ihrer Basis schwarze, netzartige Fasern, die sich aus den sich auflösenden Blattscheiden entwickeln. Die aufrechten Stängel sind stielrund.
Von den wechselständig am Stängel verteilt angeordneten Laubblättern sind die unteren sitzend und die obersten manchmal kurz gestielt. Die Blattscheiden sind stängelumfassend. Die einfache Blattspreite ist bei einer Länge von meist 22 bis 25 Zentimetern sowie einer Breite von etwa 10 Zentimetern breit-elliptisch bis breit-eiförmig-lanzettlich, verschmälert sich zur Basis hin und das obere Ende ist spitz oder zugespitzt. Die Blattspreite ist an den Blattadern gefaltet (plikat). Es liegt Parallelnervatur vor.

### Blütenstand und Blüte
Der endständige, verzweigte, rispige Gesamtblütenstand enthält viele Blüten. Die seitlichen Teilblütenstände sind fast aufrecht oder mit spitzem Winkel ausgebreitet und enthalten oft rein männliche Blüten. Der Gesamtblütenstand endet in einem traubigen Teilblütenstand, der meist zwittrige Blüten enthält. Die Blütenstandsachsen sind dicht wollig behaart. Die Tragblätter sind am Rand und auf der Unterseite flaumig behaart. Die Blütenstiele an den seitlichen Teilblütenständen sind mit etwa 5 Millimetern ähnlich lang wie die Tragblätter und dicht wollig behaart.
Die männlichen und zwittrigen Blüten sind radiärsymmetrisch, trichterförmig und dreizählig. Die sechs schwarz-purpurfarbenen Blütenhüllblätter sind bei einer Länge von 5 bis 8 Millimetern sowie einer Breite von etwa 3 Millimetern länglich, ausgebreitet oder etwas zurückgebogen mit glatten Rändern. Die sechs freien, an der Basis der Blütenhüllblätter inserierten Staubblätter sind 2,5 bis 4 Millimeter lang. Drei Fruchtblätter sind zu einem oberständigen, dreikammerige Fruchtknoten verwachsen, der kahl und im oberen Bereich kurz dreilappig ist. Die drei kurzen Griffel sind haltbar.

### Frucht und Samen
Die septizide Kapselfrucht besitzt eine Länge von 1,5 bis 2 Zentimetern sowie einen Durchmesser von 1 bis 1,3 Zentimetern und enthält in jedem Fruchtfach einige Samen. Die abgeflachten Samen sind schmal geflügelt.

### Chromosomensatz
Die Chromosomenzahl beträgt 2 n = 16 oder 64.

## Ökologie
Der Schwarze Germer zählt zu den Winterstehern, die ihre Diasporen anemochor ausbreiten, d. h. die Windausbreitung nutzen. Die Fruchtklappen öffnen sich ab September immer dann, wenn trockenes Wetter vorherrscht, um die Samen bei diesem Wetter durch starke Winde möglichst weit forttragen zu lassen.

## Verbreitung
Das Verbreitungsgebiet von Veratrum nigrum reicht von Südwest-, über Ost- und Südosteuropa bis nach Nordostasien. Es gibt Fundorte in Frankreich, Italien, Österreich, der Schweiz, der ehemaligen Tschechoslowakei, dem ehemaligen Jugoslawien, Polen, Ungarn, Bulgarien, Rumänien, Albanien, Ukraine, Kasachstan, über den europäischen Teil Russlands bis Sibirien (Region Altai, Burjatien, Transbaikalien, Republik Altai, Irkutsk, Kemerovo, Krasnojarsk, Nowosibirsk, Tomsk, Tuwa) und Russlands Fernen Osten (Region Primorje) bis zur Mongolei und den chinesischen Provinzen Gansu, Guizhou, Hebei, Heilongjiang, Henan, Hubei, Innere Mongolei, Jilin, Liaoning, Shaanxi, Shandong, Shanxi sowie Sichuan.

## Taxonomie
Die Erstveröffentlichung von Veratrum nigrum erfolgte 1753 durch Carl von Linné. Synonyme für Veratrum nigrum L. sind: Veratrum purpureum Salisb. nom. superfl., Melanthium nigrum (L.) Thunb., Helonias nigra (L.) Ker Gawl., Veratrum bracteatum Batalin, Veratrum nigrum var. microcarpum Loes., Veratrum nigrum var. ussuriense O.Loes., Veratrum nigrum subsp. ussuriense (O.Loes.) Vorosch., Veratrum ussuriense (O.Loes.) Nakai.

## Giftigkeit und Inhaltsstoffe
Der Wurzelstock des Schwarzen Germers enthält – im Laufe der Vegetationsperiode abnehmend – Steroid-Alkaloide, besonders Veratroylzygadenin.

## Nutzung
Früher wurde der Schwarze Germer zur Herstellung von Niespulver verwendet. Dies ist wegen der Giftigkeit EU-weit seit 1983 nicht mehr zulässig.